# 플랑베르주

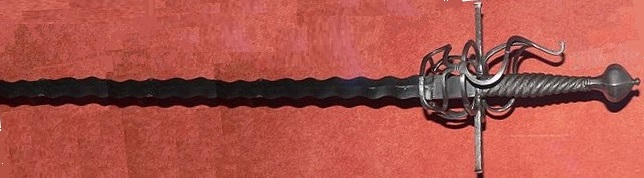
플랑베르주

플랑베르주(프랑스어: Flamberge)는 프랑스 양손 검의 명칭으로 날이 불결 모양인 검이다. 불기둥 같은 날은 상처를 넓게 입히는 데 효과가 있어 비록 겉모양은 아름답지만 흉포한 일면이 도사리고 있다. 양손 검이 전쟁터에서의 사용 수가 감소할 당시, 플랑베르주는 그 화려한 모양 때문에 의례용으로 사용되었다.
크기가 정해져 있지는 않지만 양손 검으로서는 비교적 짧아 전체길이가 1.3~1.5m가량, 폭이 4~5 cm, 무게는 3~3.5kg이다.
플랑베르주는 프랑스어로 ‘불꽃 모양’을 의미하는 단어인 ‘플랑부아양(flamboyant)’에서 유래한다. 이것은 14세기 말에서 15세기에 전성기를 이룬 프랑스 후기 고딕 건축의 일종으로 17~18세기에 검의 형식으로 불리게 되었다. 그 이름처럼 날의 모양이 불꽃처럼 물결 모양인 것이 특징이다. 플랑베르주의 가장 오래된 형식은 기사인 르노 드 몽토방이 지녔던 것이 기록에 남아 있는 것 중에서 가장 오래된 것이다. 하지만 로마시대의 켈트족이 사용했던 창이나 중세시대의 던지는 짧은 창에서도 이 양식을 찾아볼 수 있다는 점에서 그 역사가 상당히 오래 되었음을 알 수 있다.
17세기 중엽의 서유럽, 특히 스페인을 중심으로 일어난 검술의 변화는 그때까지의 검의 모양을 현저하게 변화시켰다. 무기인 검에 장신구로서의 성격을 부여했던 것이다. 이전에 그러한 움직임이 없었다고 할 수는 없지만 급격한 변화가 그 시기에 이루어졌다. 이렇게 해서 차츰 서유럽 사회에 감상하기에도 손색이 없는 아름다운 검이 확산되었고, 하나의 미덕으로 자리를 굳혀가게 되었다. 그리고 여러 가지 영향을 받아서 차츰 날 역시 장식하게 되었다. 그 와중에 플랑베르주가 등장했다. 불꽃 모양의 장식은 앞서 말한 것처럼 후기 고딕 건축양식에서 유래한 것으로, 이를 날에 도입하여 적용한 것이다.
한편, 독일에서는 이 양식이 래피어 날의 일종으로 알려져 플람베르그라고 불렀다. 그 뒤 의례용 양손 검이 등장하는데, 이는 래피어 날의 영향을 받았음을 충분히 짐작할 수 있다.